# فرنسيس جون تورنر
فرنسيس جون تورنر (بالإنجليزية: Francis John Turner)‏ هو جيولوجي أمريكي ونيوزلندي، ولد في 10 أبريل 1904 في أوكلاند في نيوزيلندا، وتوفي في 21 ديسمبر 1985 في بيركيلي في الولايات المتحدة.